# تعقيدات متخصصة

التعقيدات المتخصصة هي حجة جدلية اقترحها ويليام ديمبسكي وهي أحد أهم حجج التصميم الذكي. ويصف هذا المصطلح الأجزاء المنشئة بشكل متفرد بحيث تكون متخصصة لتنفيذ مهمة محددة بشكل معقد. يرى ديمبسكي إن التعقيدات المتخصصة هي دليل لا يقبل الشك على وجود مصمم ذكي قد تحكم بإنشاء هذه التعقيدات، وهذا ما ينقض نظرية التطور التي تعتبر أن الكائنات قد تكونت بمحض الصدفة.
يعرف ديمبسكي النمط المحدد بأنَّه ذاك الذي يمكن تعريفه بوصف قصير، أما النَّمط المعقد فهو الذي لا يمكن حصوله بمحض الصدفة. ويجادل ديمبسكي بأن من المستحيل لهذه التعقيدات المتخصصة أن توجد في أنماط شكلية من خلال عملية غير موجهة. وبما أن هذه الانماط موجودة في الكائنات الحية بالفعل فإن هذا يشير إلى وجود نوع من التقدير والتوجيه في تكوينها. واستنادا إلى ذلك فإن المصمم الذكي هو الكائن الذي اختار من بين الاحتمالات الكثيرة طريقا معينا لإنشاء هذه التعقيدات.